# Cadmiu (pigment)

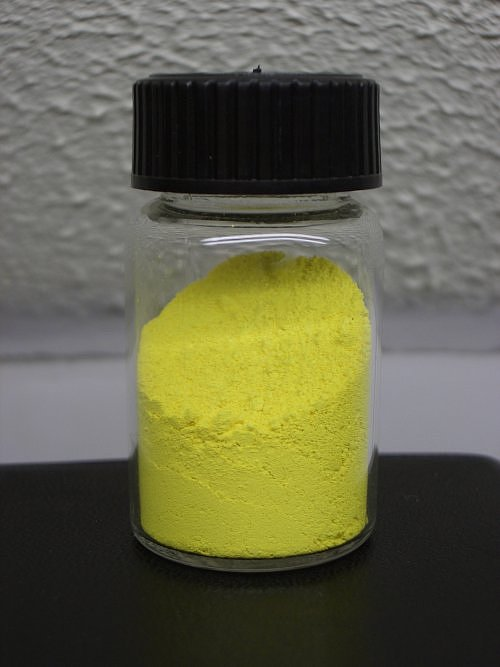
Sulfura de cadmiu, ingredientul de bază al pigmenților pe bază de cadmiu

Pigmenții de cadmiu sunt o clasă de pigmenți în care unul dintre componentele chimice este cadmiul. Cea mai mare parte a cadmiului produs anual este utilizat la fabricarea bateriilor de nichel-cadmiu dar aproape jumătate din restul cantității consumate, circa 2000 de tone anual, este utilizată pentru obținerea pigmenților pe bază de cadmiu. Principalii pigmenți sunt o familie de sulfuri și sulfoselenide de cadmiu de culoare galbenă/portocalie/roșie. De exemplu, galben de cadmiu este sulfura de cadmiu (CdS). Prin adăugarea unei cantități tot mai mari de seleniu culorile pot varia de la portocaliu la aproape negru (culoarea selenidului de cadmiu). Galben cadmiu este uneori combinat cu viridian pentru a se obține o nuanță deschisă și palidă de verde numită verde cadmiu.

## Culori pentru pictură
Datorită culorii deschise, permanenței ridicate și puterii de nuanțare, Galben cadmiu, Portocaliu cadmiu și Roșu cadmiu sunt frecvent folosite în pictură. Mai sunt folosite și la colorarea plasticurilor și la vopselurile de specialitate care trebuie să reziste la temperaturi de până la 3000oC.
Sulfura de cadmiu și un amestec de sulfură de cadmiu cu selenidul de cadmiu sunt frecvent folosite ca pigment în culorile pentru pictură. Au o reputație ridicată datorită permanenței deși acest aspect se datorează unui motiv care nu are neapărat legătură cu proprietățile lor: când au fost introduse nu existau pigmenți stabili pentru galben și roșu, în special pentru portocaliu și roșu deschis. Când au fost introduși, pigmenții pe bază de cadmiu au înlocuit, de exemplu, sulfura de mercur (culoarea vermilion (roșu aprins) originală).

## Înlocuire
Pigmenții de cadmiu au fost parțial înlocuiți cu azoderivați. Aceștia au o rezistență la lumină similară cu pigmenții pe bază de cadmiu și au avantajul că sunt mai ieftini și netoxice (cadmiul este carcinogen și are un efect toxic acut). În unele țări precum Australia activiști precum Michael Vernon au avut succes în interzicerea pigmenților pe bază de cadmiu în confecționarea jucăriilor, datorită efectului toxic al cadmiului.